# Dar Maâkal Az-Zaïm
Le Dar Maâkal Az-Zaïm (arabe : دار معقل الزعيم) est une ancienne demeure de Tunis où a habité Habib Bourguiba tout au long de la période de la lutte nationaliste. Elle abrite de nos jours le musée de l'histoire du mouvement national, appelé aussi musée de la place du Leader.

## Localisation
Il est situé sur la place du Leader, l'ancienne place aux Moutons, en face du mausolée Sidi Kacem El Jellizi.

## Histoire
L'avocat Habib Bourguiba, sa femme Mathilde et leur fils Habib Jr. y habitent au début des années 1930 après leur retour de France. C'est dans cette demeure que Bourguiba, devenu une figure de la lutte pour l'indépendance du pays, est arrêté à deux reprises, le 9 avril 1938 puis le 18 janvier 1952. Mahmoud El Materi, l'un des fondateurs du Néo-Destour dont il est le premier président, y habite dans les années 1940.
Au début des années 1960, la place du Leader est réaménagée. Acquise par le pharmacien Mohamed Habib Ben Hammouda, la demeure est cédée par son propriétaire à l'État tunisien le 18 juin 1967 et affectée au ministère de la Culture qui le transforme en musée.

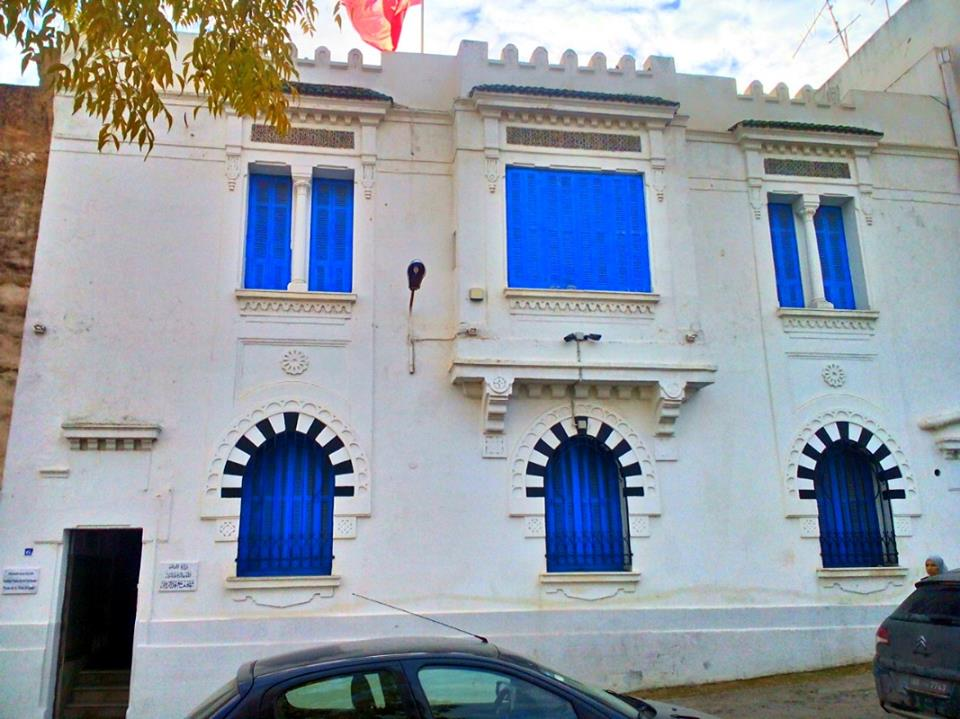
Façade du bâtiment.
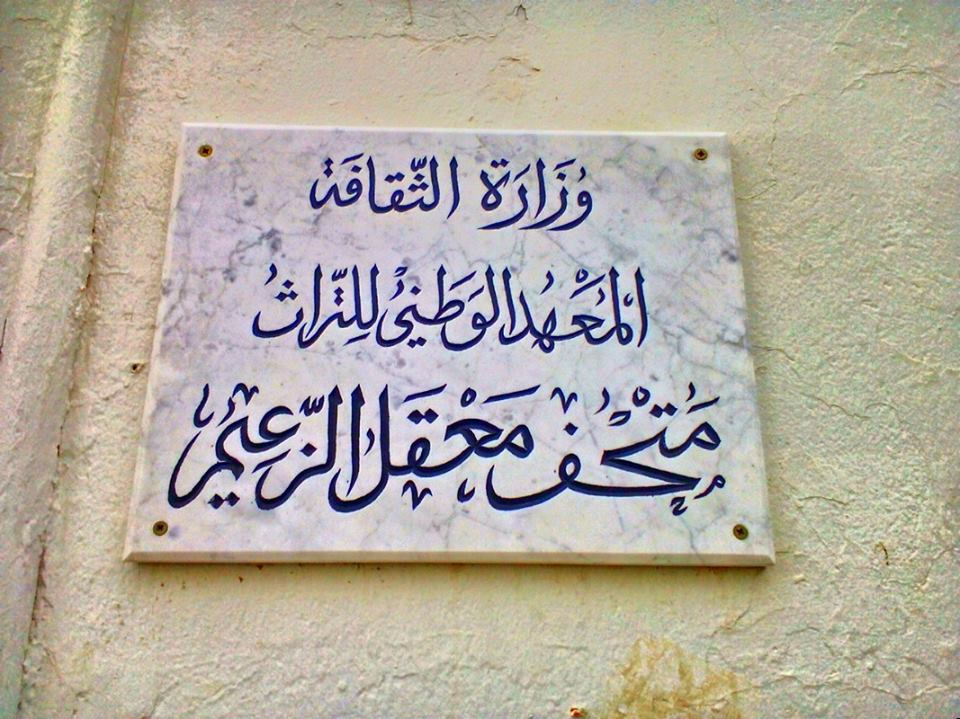
Plaque en marbre indiquant le musée en arabe.
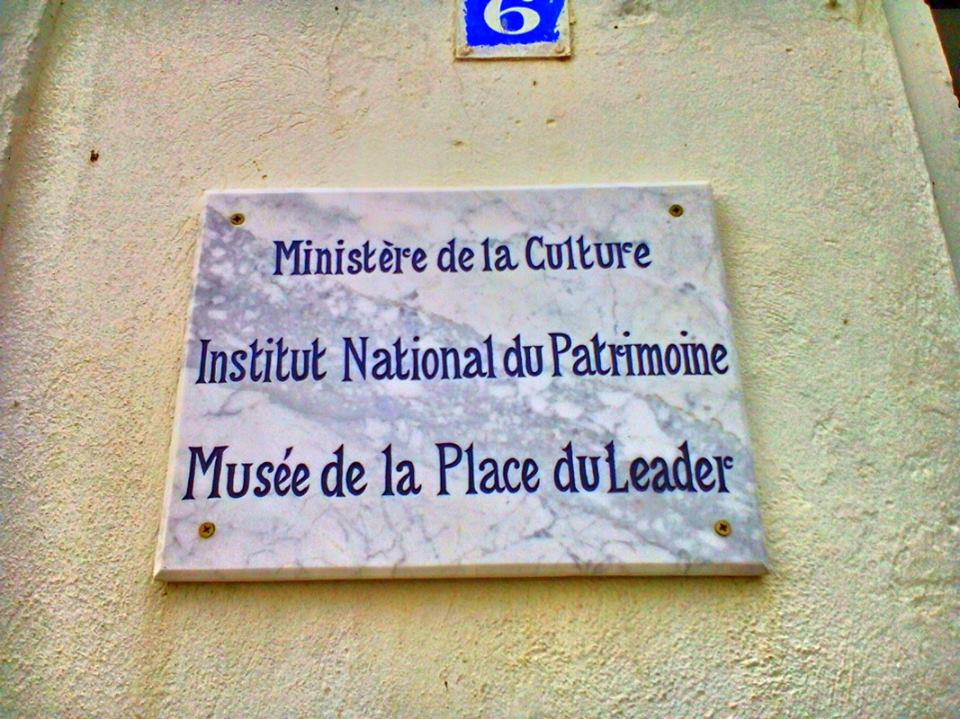
Plaque en marbre indiquant le musée en français.

## Collections
Le rez-de-chaussée est conservé dans son état initial avec son mobilier d'origine : on y trouve la chambre à coucher et le bureau de Bourguiba, la chambre de son frère Mahmoud, la chambre de Bourguiba Jr., le salon et la cuisine,. Des photos accrochées au mur ainsi que des documents illustrant la lutte nationaliste entre 1938 et 1952 sont exposés à l'étage.